# Alberto Villaverde Cabral
Alberto Villaverde Cabral (Ponta Delgada, Açores, 21 de junho de 1942 — 19 de agosto de 1996), foi um jornalista português.
Filho de António Joaquim de Andrade Cabral (Lisboa, São Vicente de Fora, 10 de junho de 1908 – ?), Engenheiro Agrónomo, e de sua mulher Espanhola Teresa Villaverde Rovirosa (Tarragona, 6 de janeiro de 1920 – ?).
Aos 16 anos, enquanto estudante do liceu de Oeiras, participou com o irmão Manuel nas campanhas para as eleições presidenciais de 1958, primeiro a favor de Arlindo Vicente e, após a desistência deste, a favor de Humberto Delgado.
Em 1967 foi preso pela PIDE tendo ficado cerca de dois meses em Caxias depois de ter sido submetido a tortura do sono. Entre 1969 e 1974 participou activamente no Movimento CDE.
Em Dezembro de 1971 publicou “Chile a Etapa Necessária”, escrito juntamente com José Garibaldi Barros Queirós, que foi apreendido pela PIDE. Em Março de 1973 publicou "Comentários ao Dia-a-Dia Internacional".
Jornalista, trabalhou nos jornais Diário de Lisboa e O Diário. Foi director de informação da RTP e fundador, director e Presidente do Conselho de Administração da agência noticiosa ANOP.
Casou com Marília Pereira Morais (Lisboa, 24 de junho de 1942). É pai da realizadora Teresa Villaverde.
Morreu em Lisboa, no dia 19 de agosto de 1996.

## Toponímia
- Rua Alberto Villaverde Cabral[4]